# 日本・韓国間の航空路線
日本・韓国間の航空路線（にほん・かんこくかんのこうくうろせん）では、日本と大韓民国の間を結ぶ商用航空路線をめぐる歴史や背景、現状の運航概況をまとめる。

## 歴史

### 就航初期
日韓の航空会社の就航以前は、アメリカのノースウエスト航空、台湾の民航空運公司が日韓路線を運航していた。
1964年3月に、韓国のフラッグキャリアの大韓航空が大阪/伊丹 - ソウル/金浦線に初就航した。また、1964年4月15日、日本のフラッグキャリアの日本航空が、コンベア880を使用して東京/羽田 - ソウル/金浦線を開設した。この2路線で両社は共同運航を開始している。日韓の国交正常化は1965年12月であり、国交状態にない国を結ぶ路線として運航されていた。大韓航空は、1965年には福岡 - 釜山線、1968年には東京/羽田 - ソウル/金浦線に就航し、日本航空は、1967年に福岡 - 釜山線、大阪/伊丹 - ソウル/金浦線を開設し、日韓の航空路線網が拡大しはじめた。

### ソウルのハブ戦略
1978年に東京の第二空港として、成田国際空港が開港し、羽田に発着していた国際線は、一部の台湾の航空会社を除いてすべて移管された。そのため、羽田は国内線、成田は国際線という役割分担が行われた。しかし、日本の地方空港から国際線に乗り継ぐには、国内線で羽田空港に到着するものの、国際線の出発は成田空港からであったため、羽田と成田の間で鉄道、バスなどでの移動が強いられる状態となった。
そのため、大韓航空、アシアナ航空などの韓国の航空会社は、韓国の仁川国際空港から日本の地方都市に採算度外視で積極的に乗り入れた。また、日本の空港で夜を明かし、日本朝発のソウル行きの便も日本各地の空港で設定された。日本の地方空港への路線を設定することで、乗り継ぎの便利な仁川空港への日本の乗り継ぎ客の取り込みを狙った。仁川空港は日本からの乗り継ぎ客も想定された設計になっており、日本語の案内も多数表示されている。
両国の国営フラッグキャリアにもライバルが誕生し、1988年には全日本空輸が、1990年にはアシアナ航空が日韓路線に参入した。
1994年には、関西国際空港が開港し、大阪国際空港発着の国際線は、すべて移管された。

### 羽田空港乗り入れによる変化
2002年、台湾の航空会社が羽田空港から成田空港に移管され、羽田空港の発着枠に多少の余裕が生まれた。
それ活用し、2002年サッカーワールドカップ日韓大会開催に合わせ、成田空港開港により事実上国内線専用空港となっていた羽田空港と、前年の仁川国際空港の開業により事実上国内線専用空港となっていた金浦空港との間でチャーター便運航が行われた。この日韓の首都中心部から近い両空港を結ぶチャーター便が好評を博したため、翌2003年からは「定期チャーター便」という定期便に限りなく近い方式で昼間帯での旅客便運航が開始された。
2009年、国土交通大臣だった前原誠司は、日本の地方空港から韓国仁川国際空港を経由した海外渡航が増加している現状を問題視した。その原因とされている「内際分離」の原則（国際線は成田空港、国内線は羽田空港）を改め、羽田空港と成田空港を一体的に運用し、羽田空港を24時間使用可能な国際ハブ空港とする方針を明かした。
2010年10月、羽田空港は新滑走路（D滑走路）の供用開始にともない大幅に発着枠を拡大し、アジア路線だけだった国際線も、欧米や中東などへの長距離路線を中心に大幅に拡充された。それにより、地方空港から国際線への乗り継ぎが容易になり、仁川空港での乗り継ぎ客が激減し、羽田空港で乗り継ぐ客が大幅に増加した。また、羽田 - 金浦線がチャーター便ではなく、定期便として運航再開した。

### 現状
2009年には韓国の格安航空会社（LCC）のチェジュ航空、2010年に韓国LCCのエアプサン、2011年には韓国のLCCのジンエアー、イースター航空、ティーウェイ航空、2012年には日本のLCCのピーチ、2016年に韓国LCCのエアソウル、2020年に日本のLCCのジップエア、2022年には韓国のエアプレミア、2023年には韓国LCCのエアロKが、2024年には日本のLCCのエアージャパンが日韓路線に参入した。距離が近く、ボーイング737やエアバスA320などの小型機でも運航できるため、格安航空会社が多く参入している路線となっている。
特に、成田 - 仁川線、関空 - 仁川線は多くの航空会社で競合しており、2024年の利用の多い国際線ランキングでは、それぞれ3位、5位にランクインするなど、世界屈指の輸送力となっている。

## 運航概況
日本航空と大韓航空、全日本空輸とアシアナ航空の間で提携が行われている。日本航空と大韓航空は所属アライアンスをまたぐ提携となっている。ただし、アシアナ航空は大韓航空に合併されることが決定しており、今後の提携が大きく変化する可能性がある。
| 種類                            | 種類                            | 日本           | 韓国             |
| ------------------------------- | ------------------------------- | -------------- | ---------------- |
| フルサービスキャリア            | ワンワールド加盟                | 日本航空       |                  |
| フルサービスキャリア            | スターアライアンス加盟          | 全日本空輸     | アシアナ航空     |
| フルサービスキャリア            | スカイチーム加盟                |                | 大韓航空         |
| フルサービスキャリア            | 航空連合未加盟                  |                | エアプレミア     |
| 格安航空会社                    | 格安航空会社                    | air japan      | チェジュ航空     |
| 格安航空会社                    | 格安航空会社                    | air japan      | エアソウル       |
| 格安航空会社                    | 格安航空会社                    | ZIPAIR         | ティーウェイ航空 |
| 格安航空会社                    | 格安航空会社                    | ZIPAIR         | エアプサン       |
| 格安航空会社                    | 格安航空会社                    | ピーチ         | イースター航空   |
| 格安航空会社                    | 格安航空会社                    | ピーチ         | ジンエアー       |
| 格安航空会社                    | 格安航空会社                    | エアロK        |                  |
| 第三国の航空会社 （以遠権行使） | 第三国の航空会社 （以遠権行使） | エチオピア航空 | エチオピア航空   |

大韓航空、アシアナ航空の保有する、世界最大の旅客機エアバスA380もたびたび日本路線に投入されることがる。